# Kasteel Prinsenveld

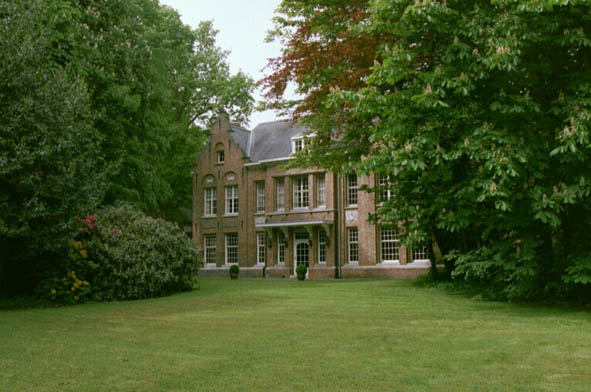
Kasteel Prinsenveld in Maldegem

Kasteel Prinsenveld is een kasteel in de Oost-Vlaamse gemeente Maldegem, gelegen halverwege Kleit en Ursel, aan de Urselweg 87.

## Geschiedenis
Het kasteel is gelegen in een domein ten oosten van het Drongengoedbos, dat vroeger  's-Herenveld werd genoemd naar de eigenaars, de heren van Maldegem. De laatste heer was prins van Croÿ, en dientengevolge kreeg de naam Prinsenveld ingang.
In 1846 zou hier het eerste kasteeltje, feitelijk een buitenverblijf, gebouwd zijn door Charles Dhondt, advocaat te Brugge. In 1927 zou het kasteel zijn herbouwd in historiserende stijl naar ontwerp van Jozef Viérin. Het werd in 1944 bewoond door de broers Charles en Edmond Dhondt, en daarna werd het verkocht.

## Gebouw
Op de muurdammen van de zijgevels treft men wapenschilden aan van de families Dhondt en de Hooghe de la Gauguerie, met de spreuk: nobilitas virtutem doctrina cordonat.
Er zijn bijgebouwen zoals paardenstallen en een conciërgewoning. Ook is er een tuin waarin zich een gracht met een boogbrug bevindt en het beeld van een liggend hert. Het wordt omgeven door bossen.